# Boris Ehrgott
 (février 2022).
La mise en forme du texte ne suit pas les recommandations de Wikipédia : il faut le « wikifier ».
Les points d'amélioration suivants sont les cas les plus fréquents. Le détail des points à revoir est peut-être précisé sur la page de discussion.
- Les titres sont pré-formatés par le logiciel. Ils ne sont ni en capitales, ni en gras.
- Le texte ne doit pas être écrit en capitales (les noms de famille non plus), ni en gras, ni en italique, ni en « petit »…
- Le gras n'est utilisé que pour surligner le titre de l'article dans l'introduction, une seule fois.
- L'italique est rarement utilisé : mots en langue étrangère, titres d'œuvres, noms de bateaux, etc.
- Les citations ne sont pas en italique mais en corps de texte normal. Elles sont entourées par des guillemets français : « et ».
- Les listes à puces sont à éviter, des paragraphes rédigés étant largement préférés. Les tableaux sont à réserver à la présentation de données structurées (résultats, etc.).
- Les appels de note de bas de page (petits chiffres en exposant, introduits par l'outil «  Source ») sont à placer entre la fin de phrase et le point final[comme ça].
- Les liens internes (vers d'autres articles de Wikipédia) sont à choisir avec parcimonie. Créez des liens vers des articles approfondissant le sujet. Les termes génériques sans rapport avec le sujet sont à éviter, ainsi que les répétitions de liens vers un même terme.
- Les liens externes sont à placer uniquement dans une section « Liens externes », à la fin de l'article. Ces liens sont à choisir avec parcimonie suivant les règles définies. Si un lien sert de source à l'article, son insertion dans le texte est à faire par les notes de bas de page.
- La présentation des références doit suivre les conventions bibliographiques. Il est recommandé d'utiliser les modèles {{Ouvrage}}, {{Chapitre}}, {{Article}}, {{Lien web}} et/ou {{Bibliographie}}. Le mode d'édition visuel peut mettre en forme automatiquement les références.
- Insérer une infobox (cadre d'informations à droite) n'est pas obligatoire pour parachever la mise en page.

Pour une aide détaillée, merci de consulter Aide:Wikification.
Si vous pensez que ces points ont été résolus, vous pouvez retirer ce bandeau et améliorer la mise en forme d'un autre article.
 (février 2015).
Si vous disposez d'ouvrages ou d'articles de référence ou si vous connaissez des sites web de qualité traitant du thème abordé ici, merci de compléter l'article en donnant les références utiles à sa vérifiabilité et en les liant à la section « Notes et références ».

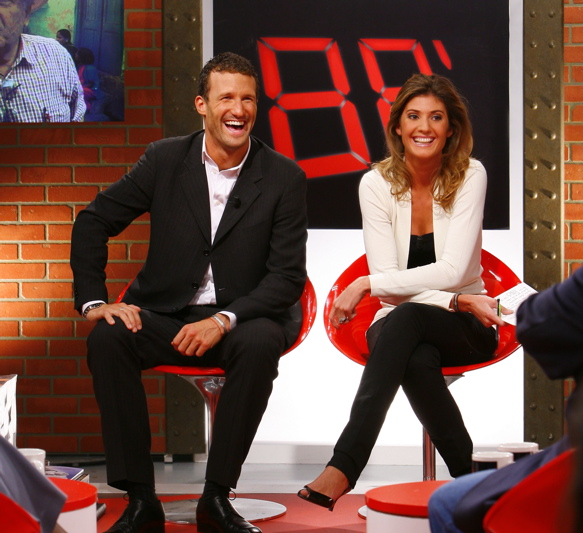
Boris Ehrgott et Caroline Ithurbide sur le plateau de l'émission 88 Minutes en 2008.

Boris Ehrgott est un journaliste-présentateur et producteur français de télévision, né le 27 janvier 1975 à Paris.[réf. souhaitée]

## Biographie

### Études
En 2000, il soutient une thèse intitulée "Senia Juptzer, une vie française" retraçant à travers une correspondance de guerre l'itinéraire d'un immigré juif d'Ukraine (Odessa) militaire, prisonnier, évadé, résistant, puis mort en déportation au camp de Kaunas (Lituanie).

### Carrière
En 2011, il présente Green Trip , émission de grand reportage sur le voyage responsable, diffusée sur Ushuaïa TV (groupe TF1).
En 2013, il présente le magazine Soupçons  diffusé en prime time sur Chérie 25 (groupe NRJ), mêlant fiction originale et talk show afin de traiter de sujets impossibles à filmer dans le cadre d’un reportage.
En 2015, il succède à Grégory Ascher à la présentation du Bachelor, le gentleman célibataire,sur NT1 (groupe TF1).
En 2020, il lance le projet des Chevaux de la Martinière, un centre de  Développement personnel par le cheval au Manoir de la Martinière à Saint-Germain-de-Livet (Pays d'Auge en Normandie), aux côtés de Jean-Paul Bérard, pionnier de la médiation cheval et de l'equicoaching en France.
Depuis septembre 2022, il intervient ponctuellement comme chroniqueur dans Le 19.45 sur M6.

## Vie privée
Boris Ehrgott a partagé sa vie avec la présentatrice Caroline Ithurbide,avec laquelle il a deux enfants, Gaspard Ruben (né en 2008) et Ambre Lilah (née en 2011).

## Filmographie
- 2009 : Une affaire d'État d'Éric Valette